# Mixtape Messiah 7
Mixtape Messiah 7 is de laatste mix-tape in de Messiah-reeks van de Amerikaanse rapper Chamillionaire.
Het eerste schijfje van Mixtape Messiah 7 werd op 4 augustus 2009 via de website van Chamillionaire uitgebracht. Het tweede en derde schijfje kwamen uit op 6 augustus, en nummer 4 verscheen op 7 augustus.